# Michael Rodríguez
Michael Steven Rodríguez Gutiérrez (El Cacao, Costa Rica, 30 de diciembre de 1981) es un exfutbolista costarricense.

## Clubes
| Club                | País           | Año               |
| ------------------- | -------------- | ----------------- |
| Alajuelense         | Costa Rica     | 2001 - 2003       |
| Ramonense           | Costa Rica     | 2003 - 2004       |
| Alajuelense         | Costa Rica     | 2004 - 2008       |
| Seattle Sounders    | Estados Unidos | 2008              |
| Brujas FC           | Costa Rica     | 2008 - 2009       |
| Pérez Zeledón       | Costa Rica     | 2009 - 2011       |
| Herediano           | Costa Rica     | 2011 - 2012       |
| United Sikkim       | India          | 2012              |
| Pérez Zeledón       | Costa Rica     | 2013 - 2014       |
| Turrialba           | Costa Rica     | 2014              |
| Juventud Escazuceña | Costa Rica     | 2015 - actualidad |